# Eleição municipal de Campos dos Goytacazes em 2012
A eleição municipal de Campos dos Goytacazes em 2012 ocorreu em 7 de outubro de 2012. A então prefeita era Rosinha Garotinho (PR), que tentou a reeleição. A prefeita reeleita foi Rosinha Garotinho (PR).

## Tabela de candidatos para prefeito
| Nº | Prefeito(a)  | Prefeito(a)                 | Prefeito(a)       | Prefeito(a)                                        | Vice-prefeito(a) | Vice-prefeito(a) | Vice-prefeito(a)    | Vice-prefeito(a)  | Vice-prefeito(a)                           | Coligação Partido(s)                                                      |
| Nº | Candidato(a) | Candidato(a)                | Partido Federação | Cargos relevantes até o momento da eleição         | Candidato(a)     | Candidato(a)     | Candidato(a)        | Partido Federação | Cargos relevantes até o momento da eleição | Coligação Partido(s)                                                      |
| -- | ------------ | --------------------------- | ----------------- | -------------------------------------------------- | ---------------- | ---------------- | ------------------- | ----------------- | ------------------------------------------ | ------------------------------------------------------------------------- |
| 12 |              | Arnaldo Vianna              | PDT               | - Deputado federal pelo Rio de Janeiro (2006-2011) |                  |                  | Rogerio Matoso      | PDT               | - Empresário                               | Coração, Liberdade E Esperança PDT PPS PPL                                |
| 13 |              | Makhoul Moussallem          | PT                | - Magistrado                                       |                  |                  | Andral Tavares      | PT                | - Advogada                                 | Juntos Por Campos PT PMDB PSL PSDC PMN PV PSD PCdoB                       |
| 22 |              | Rosinha Garotinho           | PR                | - Prefeita de Campos dos Goytacazes (2008-2012)    |                  |                  | Dr Chicão           | PR                | - Médico                                   | Campos De Todos Nós PRB PP PTB PTN PSC PR DEM PRTB PHS PTC PSB PSDB PTdoB |
| 44 |              | José Geraldo Moreira Chaves | PRP               | - Engenheiro                                       |                  |                  | Danielle Alcoforado | PRP               | - Psicóloga                                | Sem coligação                                                             |
| 50 |              | Erik Schunk                 | PSOL              | - Médico                                           |                  |                  | Amaro Sérgio        | PSOL              | - Professor De Ensino Médio                | Frente De Unidade Popular PSTU PCB PSOL                                   |

## Resultados das eleições

### Prefeito
| Candidato(a) a prefeito | Candidato(a) a prefeito       | Candidato(a) a vice-prefeito | Primeiro turno 07 de outubro de 2012 | Primeiro turno 07 de outubro de 2012 |
| Candidato(a) a prefeito | Candidato(a) a prefeito       | Candidato(a) a vice-prefeito | Total                                | Percentagem                          |
| ----------------------- | ----------------------------- | ---------------------------- | ------------------------------------ | ------------------------------------ |
|                         | Rosinha Garotinho (PR)        | Dr Chicão (PR)               | 167.615                              | 69,96%                               |
|                         | Makhoul (PT)                  | Andral Tavares (PT)          | 61.143                               | 25,52%                               |
|                         | Jose Geraldo Zé Geraldo (PRP) | Danielle Alcoforado (PRP)    | 5.513                                | 2,3%                                 |
|                         | Erik Schunk (PSOL)            | Amaro Sérgio (PSOL)          | 5.302                                | 2,21%                                |
|                         | Arnaldo Vianna (PDT)          | Rogerio Matoso (PDT)         | 0                                    | 0%                                   |
| Total de votos válidos  | Total de votos válidos        | Total de votos válidos       | 239.573                              | 82,47%                               |
| Votos em branco         | Votos em branco               | Votos em branco              | 6.840                                | 2,35%                                |
| Votos nulos             | Votos nulos                   | Votos nulos                  | 44.085                               | 15,18%                               |
| Total                   | Total                         | Total                        | 290.498                              | 84,36%                               |
| Abstenções              | Abstenções                    | Abstenções                   | 53.868                               | 15,64%                               |
| Eleitorado apto         | Eleitorado apto               | Eleitorado apto              | 344.366                              | 344.366                              |
| Fontes:                 |                               |                              |                                      |                                      |

### Vereadores eleitos
| Candidato(a) | Candidato(a)          | Partido | Votos | Cidade de origem      | Unidade federativa/País |
| ------------ | --------------------- | ------- | ----- | --------------------- | ----------------------- |
|              | Nildo Cardoso         | PMDB    | 6.339 | Campos dos Goytacazes | Rio de Janeiro          |
|              | Tadeu Tô Contigo      | PRB     | 5.341 | Campos dos Goytacazes | Rio de Janeiro          |
|              | Dr. Abdu Neme         | PR      | 4.997 | Campos dos Goytacazes | Rio de Janeiro          |
|              | Fred Machado          | PSD     | 4.956 | Campos dos Goytacazes | Rio de Janeiro          |
|              | Dr. Paulo Hirano      | PR      | 4.836 | Londrina              | Paraná                  |
|              | Mauro Silva           | PTdoB   | 4.616 | Ibiporã               | Paraná                  |
|              | Jorge Rangel          | PSB     | 4.558 | Campos dos Goytacazes | Rio de Janeiro          |
|              | Rafael Diniz          | PPS     | 4.384 | Campos dos Goytacazes | Rio de Janeiro          |
|              | Gil Vianna            | PR      | 4.328 | Campos dos Goytacazes | Rio de Janeiro          |
|              | Dayvison Miranda      | PRB     | 4.292 | Campos dos Goytacazes | Rio de Janeiro          |
|              | Albertinho            | PP      | 4.128 | Campos dos Goytacazes | Rio de Janeiro          |
|              | Magal                 | PR      | 3.894 | Campos dos Goytacazes | Rio de Janeiro          |
|              | Miguelito             | PP      | 3.566 | Campos dos Goytacazes | Rio de Janeiro          |
|              | Fábio Ribeiro         | PR      | 3.557 | Campos dos Goytacazes | Rio de Janeiro          |
|              | Thiago Virgilio       | PTC     | 3.388 | Campos dos Goytacazes | Rio de Janeiro          |
|              | Genásio               | PSC     | 3.305 | Campos dos Goytacazes | Rio de Janeiro          |
|              | Neném                 | PTB     | 3.151 | Campos dos Goytacazes | Rio de Janeiro          |
|              | José Carlos           | PSDC    | 2.931 | Campos dos Goytacazes | Rio de Janeiro          |
|              | Ozéias                | PTC     | 2.804 | Campos dos Goytacazes | Rio de Janeiro          |
|              | Profa. Auxiliadora    | PHS     | 2.647 | Campos dos Goytacazes | Rio de Janeiro          |
|              | Cecília Ribeiro Gomes | PTdoB   | 2.436 | Campos dos Goytacazes | Rio de Janeiro          |
|              | Dr. Edson Batista     | PTB     | 2.421 | Campos dos Goytacazes | Rio de Janeiro          |
|              | Alvaro César Faria    | PMN     | 2.154 | Campos dos Goytacazes | Rio de Janeiro          |
|              | Marcão                | PT      | 1.852 | Campos dos Goytacazes | Rio de Janeiro          |
|              | Dona Penha            | DEM     | 1.844 | Campos dos Goytacazes | Rio de Janeiro          |
| Fontes:      |                       |         |       |                       |                         |

#### Vereadores eleitos por partido
| Nº                     | Partido                | Votos populares | Votos populares | Vagas   | ±       |
| Nº                     | Partido                | Votos           | %               | Vagas   | ±       |
| ---------------------- | ---------------------- | --------------- | --------------- | ------- | ------- |
| 22                     | PR                     | 41.517          | 16,2%           | 5       | 4       |
| 36                     | PTC                    | 23.202          | 9,05%           | 2       | 2       |
| 11                     | PP                     | 19.721          | 7,69%           | 2       | Estável |
| 14                     | PTB                    | 18.054          | 7,04%           | 2       | 2       |
| 40                     | PSB                    | 16.191          | 6,32%           | 1       | 2       |
| 31                     | PHS                    | 15.014          | 5,86%           | 1       | 1       |
| 27                     | PSDC                   | 13.178          | 5,14%           | 1       | Estável |
| 70                     | PTdoB                  | 12.845          | 5,01%           | 2       | Estável |
| 55                     | PSD                    | 12.612          | 4,92%           | 1       | 1       |
| 20                     | PSC                    | 11.764          | 4,59%           | 1       | 1       |
| 10                     | PRB                    | 10.399          | 4,06%           | 2       | 1       |
| 54                     | PPL                    | 8.015           | 3,13%           | 0       | -       |
| 13                     | PT                     | 7.818           | 3,05%           | 1       | Estável |
| 15                     | PMDB                   | 7.577           | 2,96%           | 1       | 1       |
| 25                     | DEM                    | 7.528           | 2,94%           | 1       | 1       |
| 28                     | PRTB                   | 5.608           | 2,19%           | 0       | -       |
| 23                     | PPS                    | 4.646           | 1,81%           | 1       | 1       |
| 33                     | PMN                    | 3.791           | 1,48%           | 1       | 1       |
| 65                     | PCdoB                  | 3.782           | 1,48%           | 0       | -       |
| 19                     | PTN                    | 3.581           | 1,4%            | 0       | -       |
| 43                     | PV                     | 2.524           | 0,98%           | 0       | -       |
| 44                     | PRP                    | 2.257           | 0,88%           | 0       | -       |
| 45                     | PSDB                   | 2.048           | 0,8%            | 0       | -       |
| 17                     | PSL                    | 1.457           | 0,57%           | 0       | -       |
| 12                     | PDT                    | 673             | 0,26%           | 0       | 2       |
| 21                     | PCB                    | 222             | 0,09%           | 0       | -       |
| 50                     | PSOL                   | 180             | 0,07%           | 0       | -       |
| 16                     | PSTU                   | 131             | 0,05%           | 0       | -       |
| Total de votos válidos | Total de votos válidos | 256.335         | 88,24%          | 17      | 17      |
| Votos em branco        | Votos em branco        | 7.614           | 2,62%           | 17      | 17      |
| Votos nulos            | Votos nulos            | 10.244          | 3,53%           | 17      | 17      |
| Total de votos         | Total de votos         | 290.498         | 84,36%          | 17      | 17      |
| Abstenções             | Abstenções             | 53.868          | 15,64%          | 17      | 17      |
| Eleitorado apto        | Eleitorado apto        | 344.366         | 344.366         | 344.366 | 344.366 |
| Fontes:                |                        |                 |                 |         |         |